# شيفيلد سيتي سنتر

شيفيلد سيتي سنتر

شيفيلد سيتي سنتر هو أحد أحياء مدينة شيفيلد، وهو مغطى جزئيًا من قبل سيتي ورد في مدينة شيفيلد. وهي تشمل المنطقة التي تقع داخل دائرة نصف قطرها حوالي 0.75 ميل (1.2 كم) من كاتدرائية شيفيلد، ويحيط بها الطريق الدائري الداخلي - وهو طريق دائري بدأ في أواخر الستينيات واكتمل في عام 2007. بالإضافة إلى الكاتدرائية، تشمل المباني الموجودة في وسط المدينة قاعة المدينة المدرجة من الدرجة الأولى وقاعة المدينة والحدائق الشتوية.المنطقة موطن لأهم مناطق الجذب التجارية والمواصلات والترفيهية والثقافية بالمدينة. يخضع مركز المدينة حاليًا لعملية إعادة إنشاء ضخمة مع إعادة تطوير كل جزء من وسط المدينة. تشمل الخطط والمشاريع تطوير الساحات الجديدة والأماكن العامة والمباني السكنية والمكتبية الجديدة بما في ذلك برج سانت بولس، فيلوسيتي ليفينج، وبرج فيلوسيتي قيد الإنشاء، ومناطق التسوق سيفينستون ومور، وإعادة تطوير المباني القائمة مثل مسرح كركبل وتسهيلات نقل وتسوق أفضل ومعالم ثقافية جديدة مثل المتاحف والمعارض الفنية.

## المناطق والأحياء

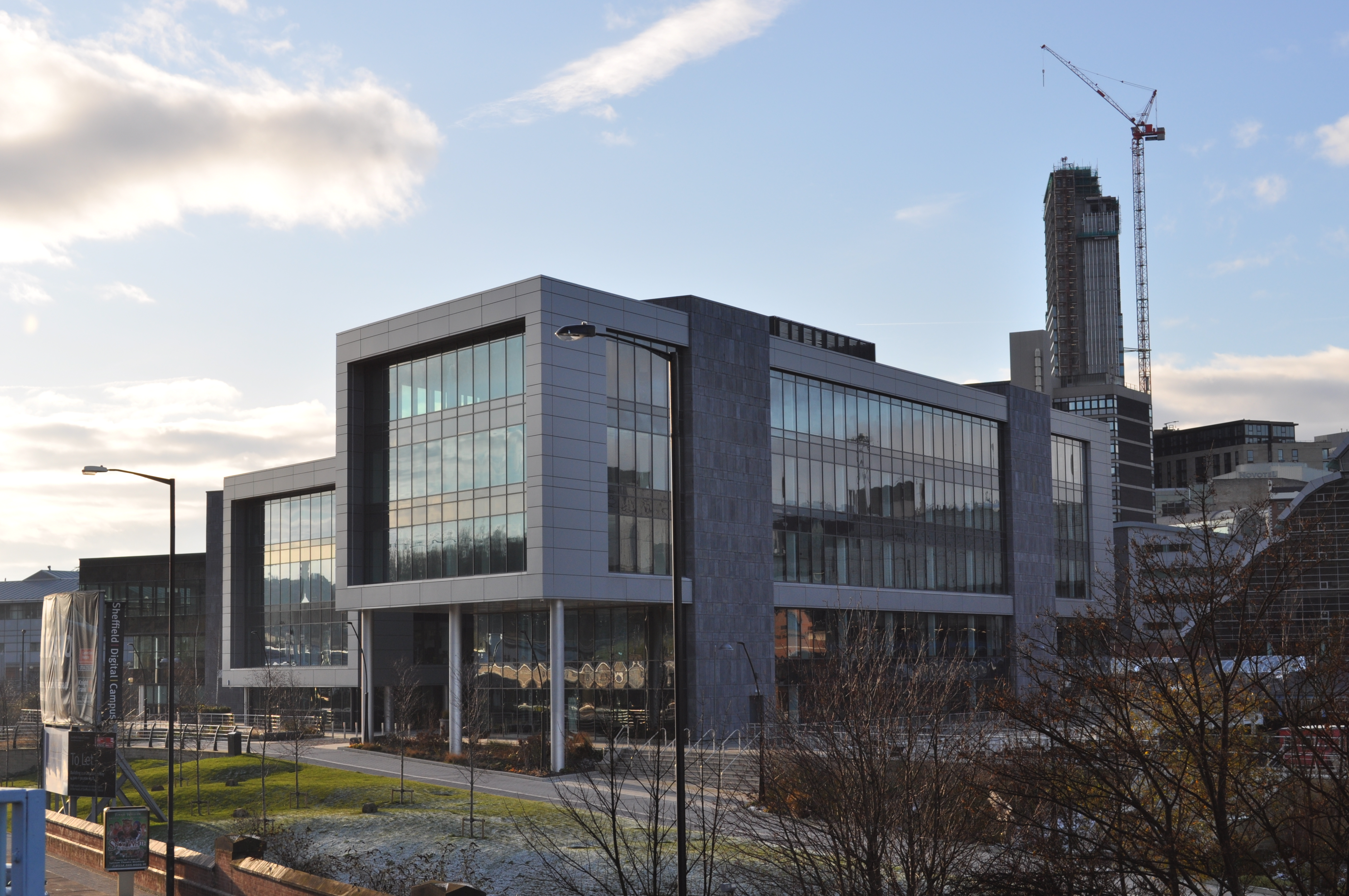
حرم شيفيلد الرقمي

بعد تنفيذ إستراتيجية مركز المدينة لعام 1994، حُدد أحد عشر ربعًا داخل وسط المدينة. بعد ذلك، خلال إعادة تطوير عام 2004 لمركز المدينة، حدت أربع مناطق داخل وسط المدينة، بشكل أساسي لمساعدة حركة المرور.
المقاطعات: المركز، وريفرسايد، ووادي شيف، وويست إند
الأحياء: حي جزيرة كيلهام، وريفرسايد، وكاستليجيت، ووادي شيف، وحي الصناعات الثقافية، وحي مور، وحي ديفونشاير، وحي سانت جورج، وحي سانت فنسنت، وحي الكاتدرائية، وقلب المدينة.

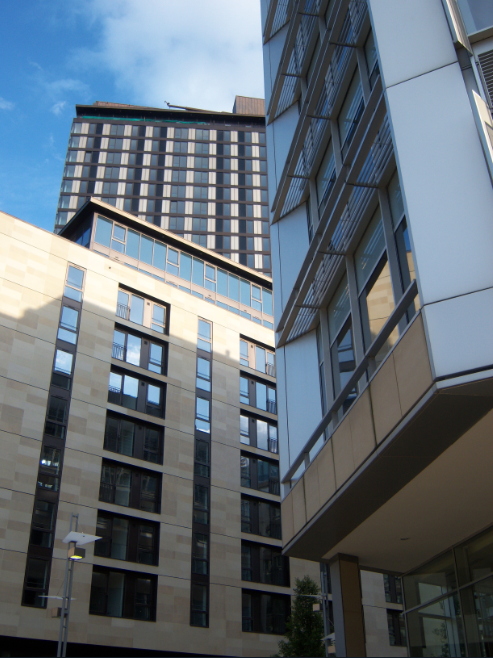
مكان سانت بول ، 2010

المناطق الرئيسية هي كما يلي:

### المركز
تعد المنطقة المركزية في شيفيلد موطنًا لمبنى البلدية ومناطق التسوق الرئيسية في فارجيت وميدان أورشارد والشارع التجاري. توجد إشارة التوقيت المشهورة في المدينة حيث يلتقي بركة باركر بشارع ليوبولد على جانب إتش إل. بني الجواهريون وأصوات صفارات الإنذار اليومية لتخبرنا بالوقت. تقع منطقة قلب المدينة، كما يوحي اسمها، في وسط هذه المنطقة وتشمل مجلس المدينة وحدائق السلام، وهي نقطة محورية رئيسية للناس في المدينة. بجوار هذا يوجد مكان القديس بولس، في وسط شيفيلد، وهو مشروع تطوير متعدد الاستخدامات جديد يقع بين قاعة المدينة وبوابة أروندل، أحد الطرق الرئيسية التي تمر عبر وسط المدينة. يقع أكبر مبنى في شيفيلد، برج سانت بولز، على حافة ساحة سانت بول، بالقرب من كل من دار البلدية ومحطة شيفيلد. في الطرف المقابل من فارجيت إلى دار البلدية يوجد حي الكاتدرائية. يوجد هنا العديد من مكاتب المحاماة ووكالات التوظيف، بالإضافة إلى العديد من المحلات التجارية ومركز وسط المدينة لشيفيلد سوبرترام. يوجد في وسط المدينة العديد من دور السينما بما في ذلك أوديون شيفيلد الواقعة على بوابة أرونديل وسينما «ذا لايت» في ذا مور وسينما «صالة العرض» المستقلة الواقعة بالقرب من ساحة شيف.
يقع ذا مور أيضًا داخل المنطقة المركزية. في الأصل منطقة التسوق الرئيسية في شيفيلد، أصبحت متدهورة وفقدت بعضًا من بروزها بسبب عدم اليقين الذي يحيط بتنمية سيفينستون للبيع بالتجزئة المجاورة والتي أصبحت الآن محطمة. ومع ذلك، فقد تم افتتاح قاعة سوق داخلية جديدة تم تشييدها لهذا الغرض في نوفمبر 2013، وزادت خطة تطوير شيفيلد مور الحالية، وكان هناك تحفيز لإعادة فتح الأعمال والانتقال إلى المنطقة. تمتلك مجموعة الأرامل الاسكتلنديين غالبية ذا مور وتمول إعادة تطويرها المرحلية، بما في ذلك تحسينات المجال العام الهامة على مشهد الشارع التي تم الانتهاء منها خلال عام 2013.